# Fiquefleur-Équainville
Fiquefleur-Équainville est une commune française située dans le département de l'Eure en région Normandie.

## Géographie

### Localisation
Fiquefleur-Équainville est une commune située dans le Nord-Ouest du département de l'Eure et limitrophe de celui du Calvados. Selon l'atlas des paysages de Haute-Normandie, elle appartient à la région naturelle du Lieuvin. Toutefois, l'Agreste, le service de la statistique et de la prospective du ministère de l'Agriculture, de l'Agroalimentaire et de la Forêt, la classe au sein du pays d'Auge (en tant que région agricole).
|                      | La Seine               |                     |
| Ablon (Calvados)     | Fiquefleur-Équainville | Fatouville-Grestain |
| Manneville-la-Raoult | Manneville-la-Raoult   | Saint-Pierre-du-Val |

### Hydrographie
La commune est située dans le bassin Seine-Normandie. Elle est drainée par le canal de Retour d'Eau, la Morelle, le cours d'eau 02 de la commune de Fiquefleur-Equainville et  et un autre petit cours d'eau,.
Le canal de Retour d'eau, d'une longueur de 10 km, prend sa source dans la commune de Berville-sur-Mer et se jette  dans la Seine à Honfleur, après avoir traversé cinq communes.

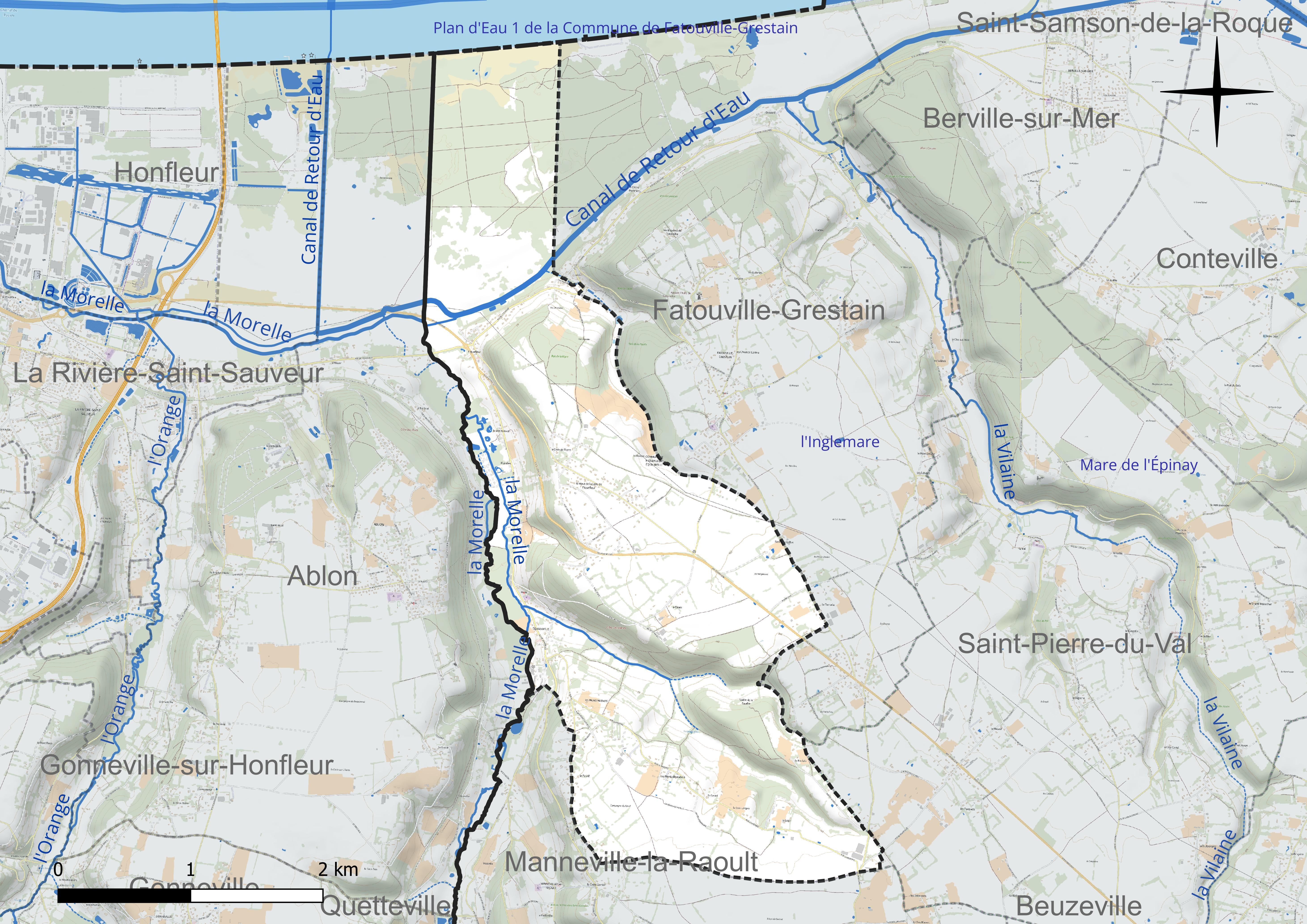
Réseau hydrographique de Fiquefleur-Équainville.

La Morelle, d'une longueur de 18 km, prend sa source dans la commune de Beuzeville et se jette  dans la Seine à Honfleur, après avoir traversé huit communes.

### Climat
Pour des articles plus généraux, voir Climat de la Normandie et Climat de l'Eure.
En 2010, le climat de la commune est de type climat océanique franc, selon une étude du CNRS s'appuyant sur une série de données couvrant la période 1971-2000. En 2020, Météo-France publie une typologie des climats de la France métropolitaine dans laquelle la commune est exposée à un climat océanique et est dans la région climatique Côtes de la Manche orientale, caractérisée par un faible ensoleillement (1 550 h/an) ; forte humidité de l’air (plus de 20 h/jour avec humidité relative > 80 % en hiver), vents forts fréquents. Parallèlement le GIEC normand, un groupe régional d’experts sur le climat, différencie quant à lui, dans une étude de 2020, trois grands types de climats pour la région Normandie, nuancés à une échelle plus fine par les facteurs géographiques locaux. La commune est, selon ce zonage, exposée à un « climat contrasté des collines », correspondant au Pays d’Auge, Lieuvin et Roumois, moins directement soumis aux flux océaniques et connaissant toutefois des précipitations assez marquées en raison des reliefs collinaires qui favorisent leur formation.
Pour la période 1971-2000, la température annuelle moyenne est de 10,6 °C, avec  une amplitude thermique annuelle de 13,3 °C. Le cumul annuel moyen de précipitations est de 854 mm, avec 12,7 jours de précipitations en janvier et 8,6 jours en juillet. Pour la période 1991-2020, la température moyenne annuelle observée sur la station météorologique la plus proche, située sur la commune de Boulleville à 6 km à vol d'oiseau, est de 11,3 °C et le cumul annuel moyen de précipitations est de 851,2 mm,. Pour l'avenir, les paramètres climatiques de la commune estimés pour 2050 selon différents scénarios d’émission de gaz à effet de serre sont consultables sur un site dédié publié par Météo-France en novembre 2022.

## Urbanisme

### Typologie
Au 1er janvier 2024, Fiquefleur-Équainville est catégorisée commune rurale à habitat dispersé, selon la nouvelle grille communale de densité à 7 niveaux définie par l'Insee en 2022.
Elle appartient à l'unité urbaine de Honfleur, une agglomération inter-départementale dont elle est une commune de la banlieue,. Par ailleurs la commune fait partie de l'aire d'attraction de Honfleur, dont elle est une commune de la couronne,. Cette aire, qui regroupe 11 communes, est catégorisée dans les aires de moins de 50 000 habitants,.
La commune, bordée par la baie de Seine, est également une commune littorale au sens de la loi du 3 janvier 1986, dite loi littoral. Des dispositions spécifiques d’urbanisme s’y appliquent dès lors afin de préserver les espaces naturels, les sites, les paysages et l’équilibre écologique du littoral, tel le principe d'inconstructibilité, en dehors des espaces urbanisés, sur la bande littorale des 100 mètres, ou plus si le plan local d’urbanisme le prévoit.

### Occupation des sols
L'occupation des sols de la commune, telle qu'elle ressort de la base de données européenne d’occupation biophysique des sols Corine Land Cover (CLC), est marquée par l'importance des territoires agricoles (74,4 % en 2018), une proportion sensiblement équivalente à celle de 1990 (74,2 %). La répartition détaillée en 2018 est la suivante : 
prairies (52,8 %), forêts (25,4 %), terres arables (15,3 %), zones agricoles hétérogènes (6,2 %), eaux maritimes (0,2 %). L'évolution de l’occupation des sols de la commune et de ses infrastructures peut être observée sur les différentes représentations cartographiques du territoire : la carte de Cassini (XVIIIe siècle), la carte d'état-major (1820-1866) et les cartes ou photos aériennes de l'IGN pour la période actuelle (1950 à aujourd'hui).

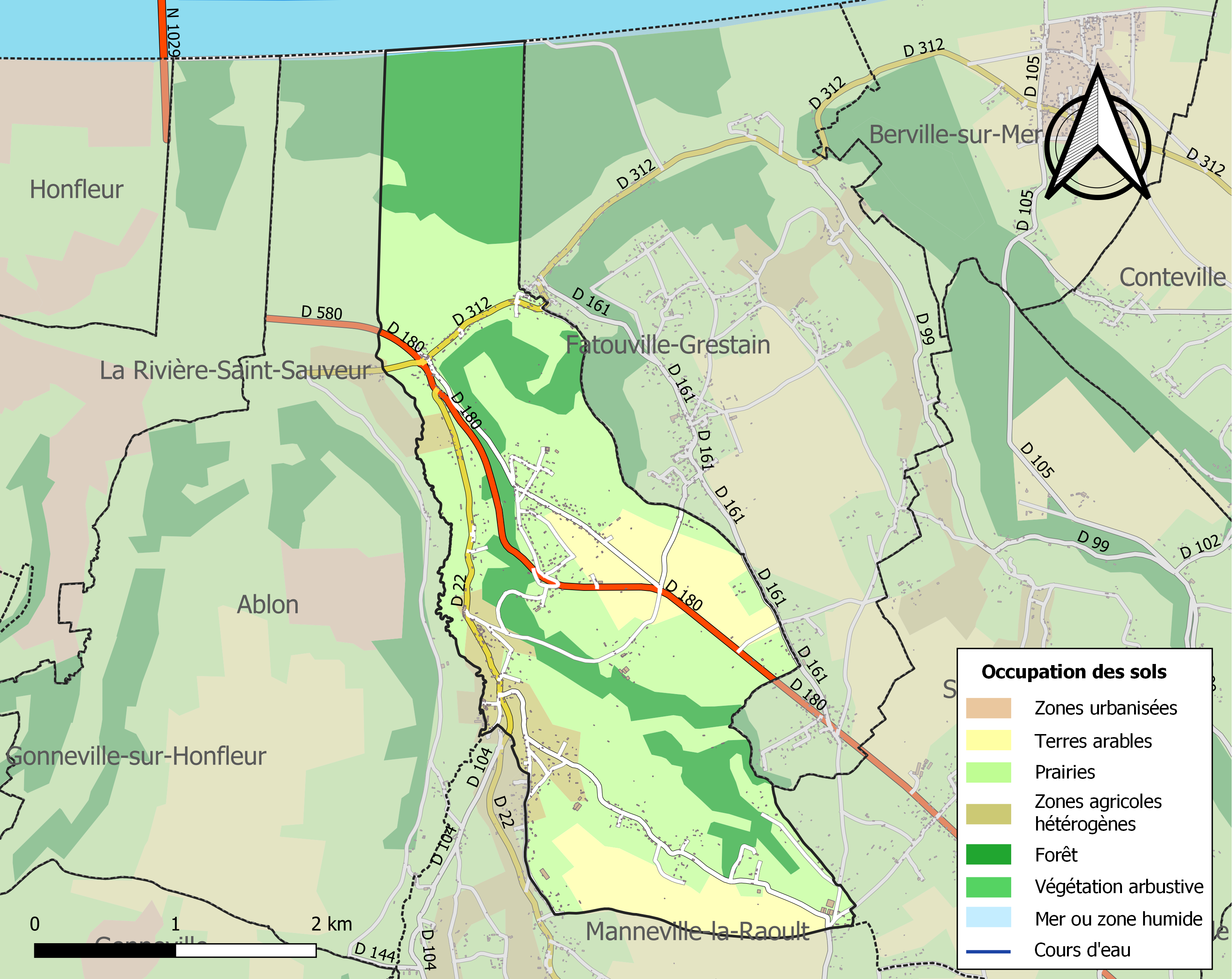
Carte des infrastructures et de l'occupation des sols de la commune en 2018 (CLC).

## Toponymie
Fiquefleur: Le nom est attesté sous les formes Fiquefleu au début du XIIIe siècle (cout. de la vicomté de l’Eau), Ficquefleu en 1221 (cartulaire de Beaumont-en-Auge), Fliqueflue en 1255 (cartulaire de Beaumont-en-Auge), Fliquefleu au XIVe siècle (cartulaire de Grestain).
Équainville: Le nom est attesté sous les formes Equainville en 1793, Équainville en 1801, Fiquefleur-Équainville  en 1844.

## Histoire
Les communes de Fiquefleur et d'Équainville fusionnent en 1844.
La bande à Ortiz y effectue un cambriolage le 7 janvier 1893.

## Politique et administration
| Période                                  | Période  | Identité        | Étiquette | Qualité           |
| ---------------------------------------- | -------- | --------------- | --------- | ----------------- |
| mars 2001                                | En cours | Michel Prentout | DVD       | Chef d'entreprise |
| Les données manquantes sont à compléter. |          |                 |           |                   |

Le nombre d'habitants, au dernier recensement, étant compris entre 500 et 1499, le nombre de membres du conseil municipal est de 15.

## Démographie
L'évolution du nombre d'habitants est connue à travers les recensements de la population effectués dans la commune depuis 1793. Pour les communes de moins de 10 000 habitants, une enquête de recensement portant sur toute la population est réalisée tous les cinq ans, les populations de référence des années intermédiaires étant quant à elles estimées par interpolation ou extrapolation. Pour la commune, le premier recensement exhaustif entrant dans le cadre du nouveau dispositif a été réalisé en 2008.

En 2022, la commune comptait 743 habitants, en évolution de +4,21 % par rapport à 2016 (Eure : −0,25 %, France hors Mayotte : +2,11 %).
| 1793 | 1800 | 1806 | 1821 | 1831 | 1836 | 1841 | 1846 | 1851 |
| ---- | ---- | ---- | ---- | ---- | ---- | ---- | ---- | ---- |
| 456  | 463  | 511  | 427  | 420  | 423  | 450  | 573  | 594  |

| 1856 | 1861 | 1866 | 1872 | 1876 | 1881 | 1886 | 1891 | 1896 |
| ---- | ---- | ---- | ---- | ---- | ---- | ---- | ---- | ---- |
| 618  | 633  | 544  | 525  | 316  | 532  | 502  | 542  | 512  |

| 1901 | 1906 | 1911 | 1921 | 1926 | 1931 | 1936 | 1946 | 1954 |
| ---- | ---- | ---- | ---- | ---- | ---- | ---- | ---- | ---- |
| 517  | 523  | 505  | 435  | 463  | 404  | 444  | 437  | 464  |

| 1962 | 1968 | 1975 | 1982 | 1990 | 1999 | 2006 | 2008 | 2013 |
| ---- | ---- | ---- | ---- | ---- | ---- | ---- | ---- | ---- |
| 476  | 462  | 430  | 477  | 496  | 563  | 623  | 641  | 692  |

| 2018 | 2022 | - | - | - | - | - | - | - |
| ---- | ---- | - | - | - | - | - | - | - |
| 737  | 743  | - | - | - | - | - | - | - |

## Culture locale et patrimoine

### Lieux et monuments
La commune de Fiquefleur-Équainville compte un édifice inscrit au titre des monuments historiques :
- L'église Saint-Georges (XIe, XVe, XVIe et XVIIe)  Inscrit MH (1992)[33]. Il s'agit d'un des plus anciens monuments romans de Normandie[33].

L'église Saint-Georges
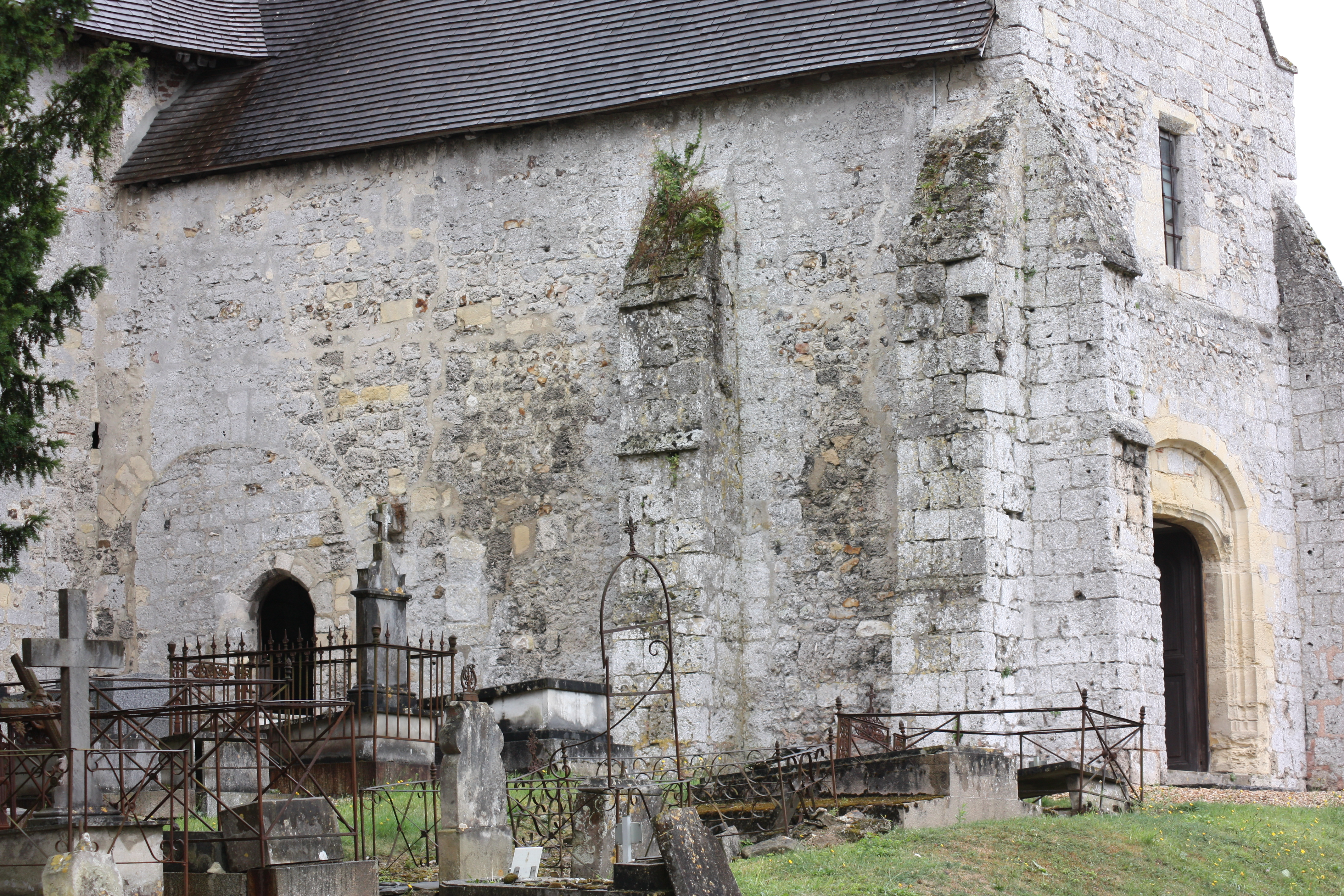
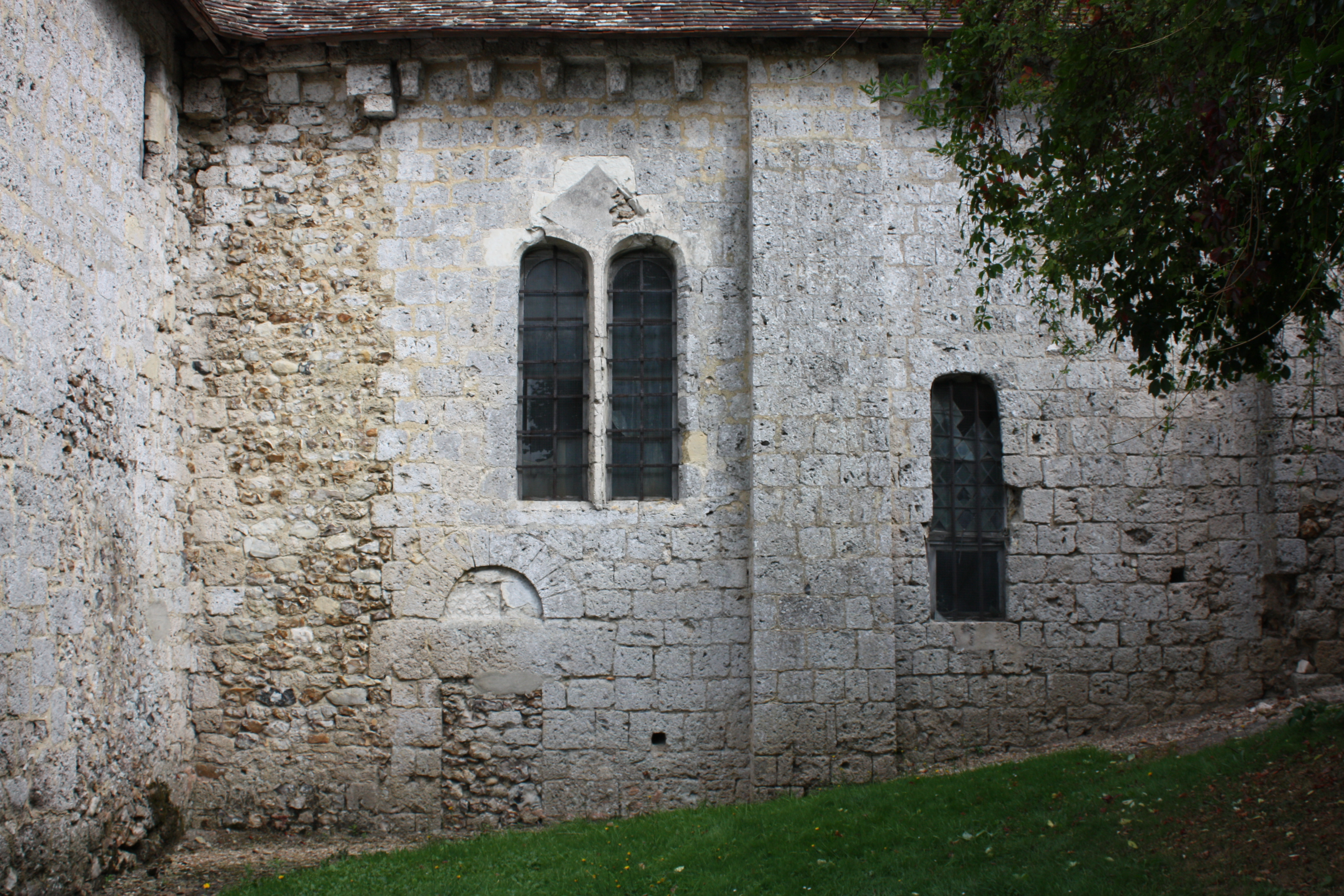
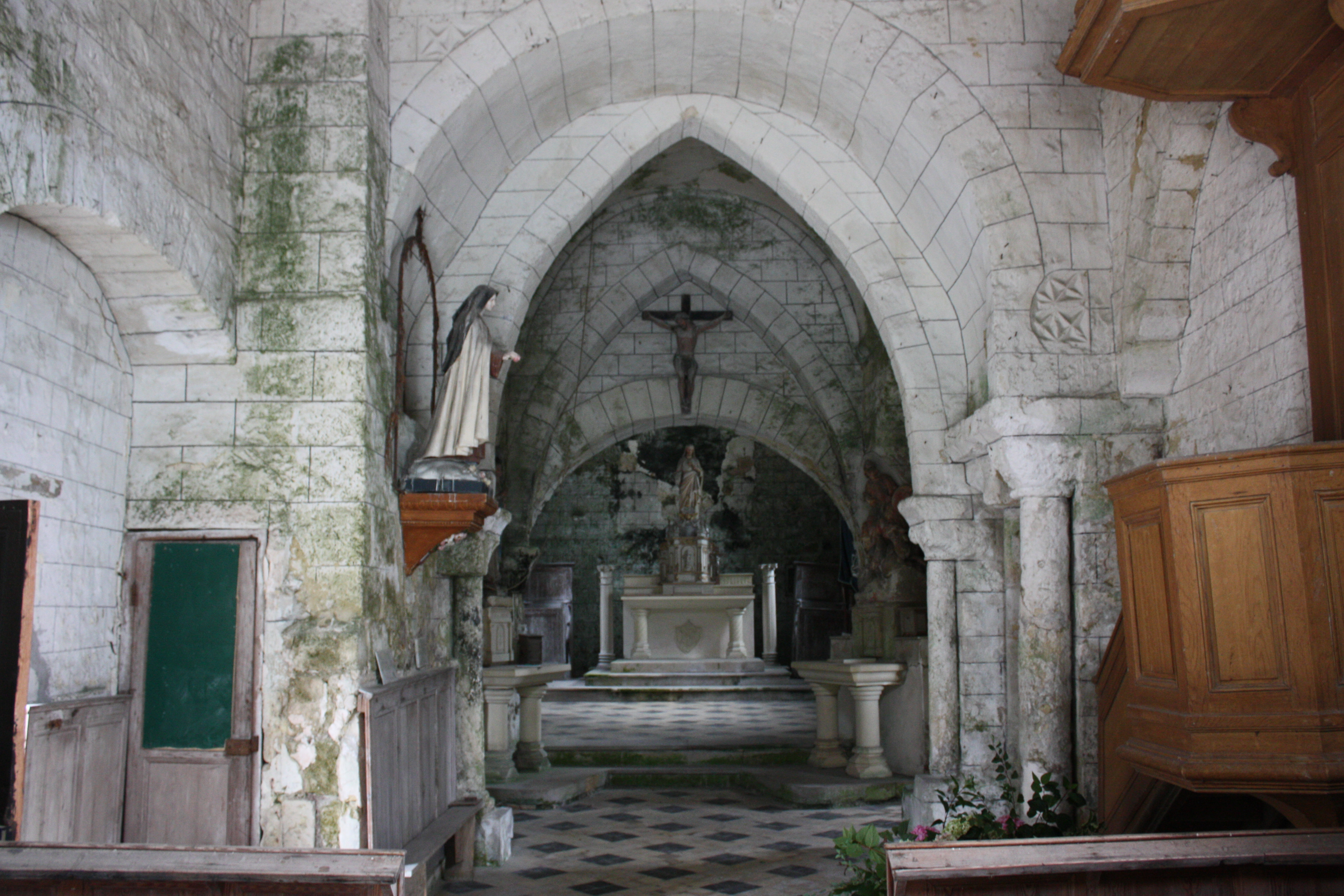
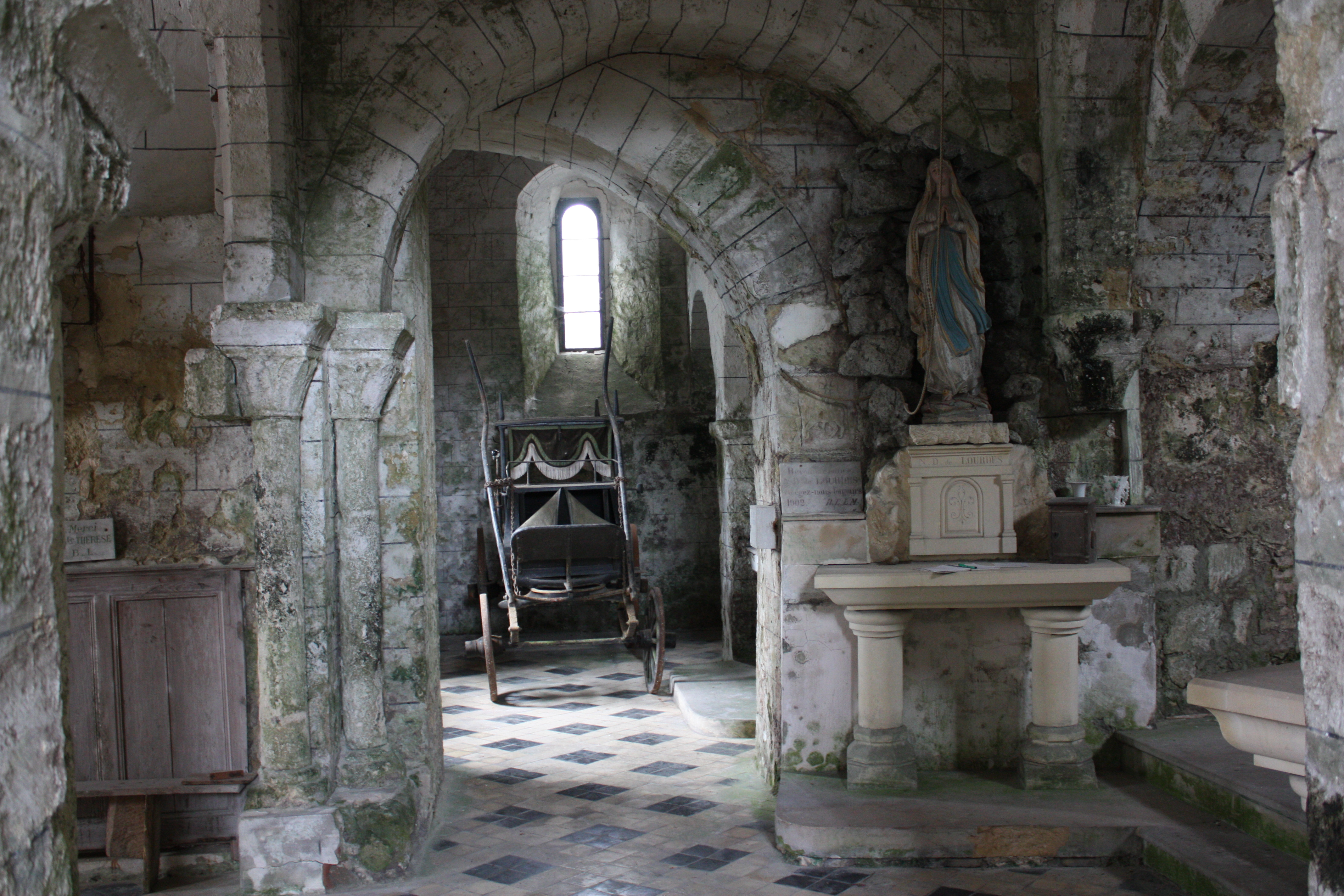
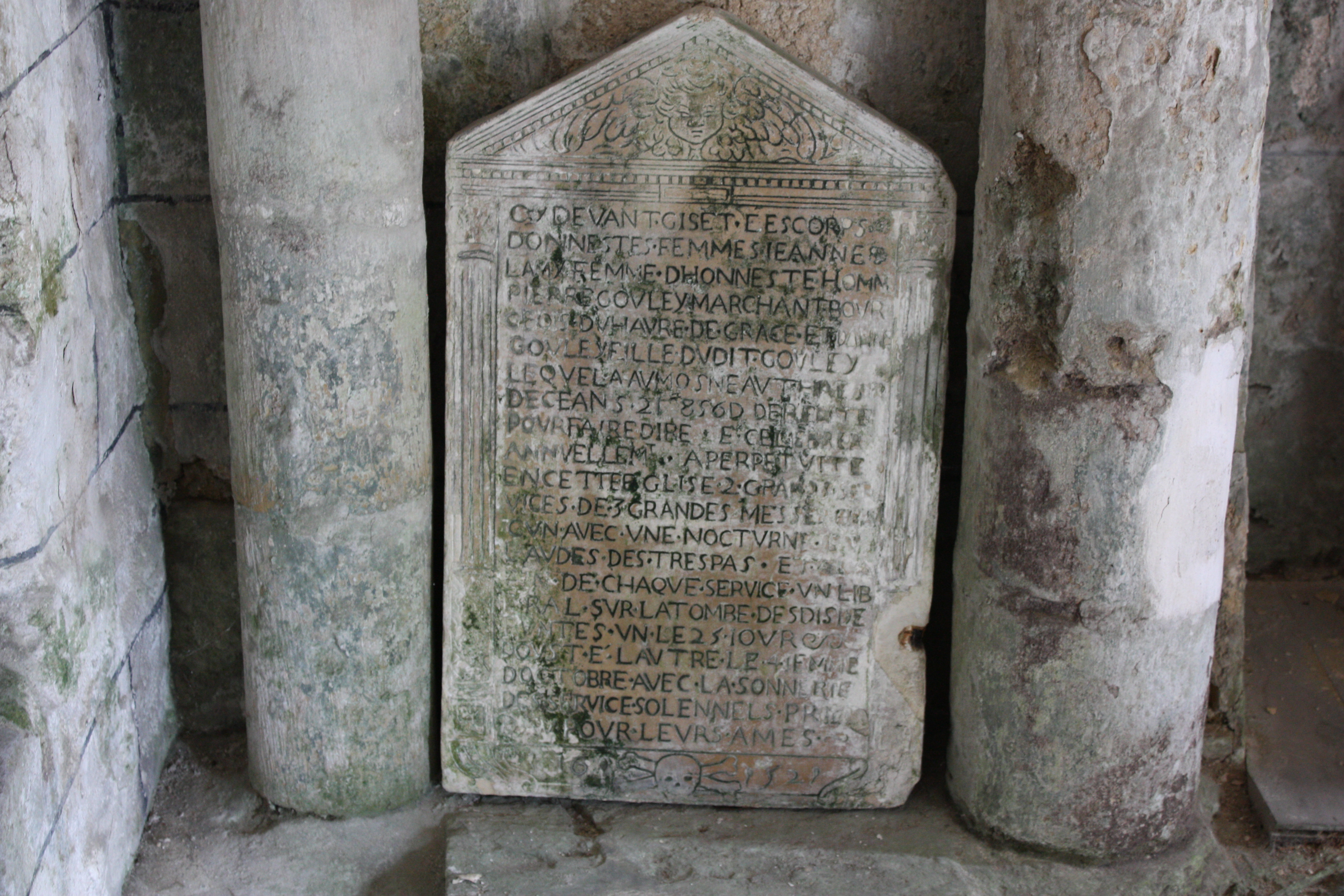
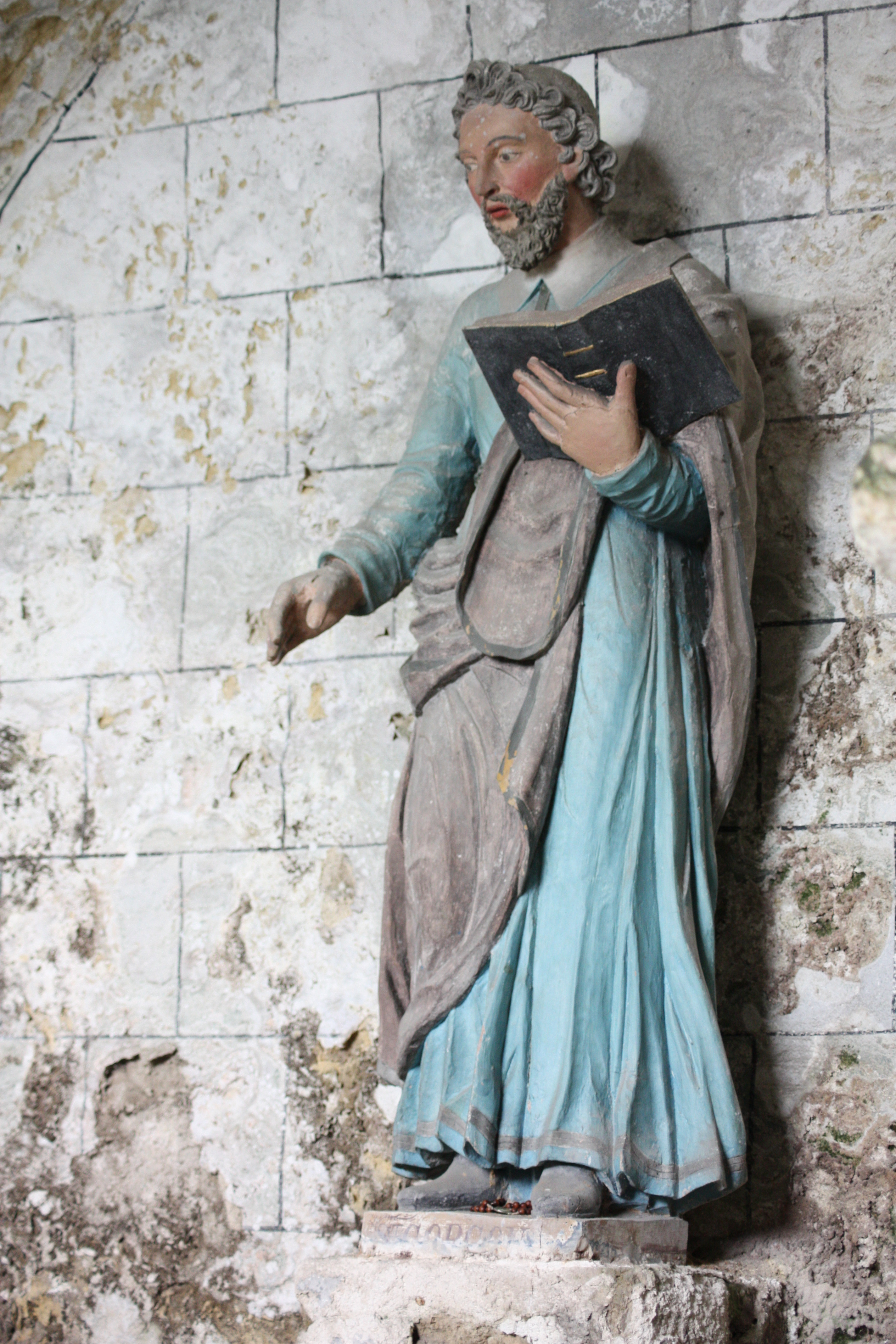

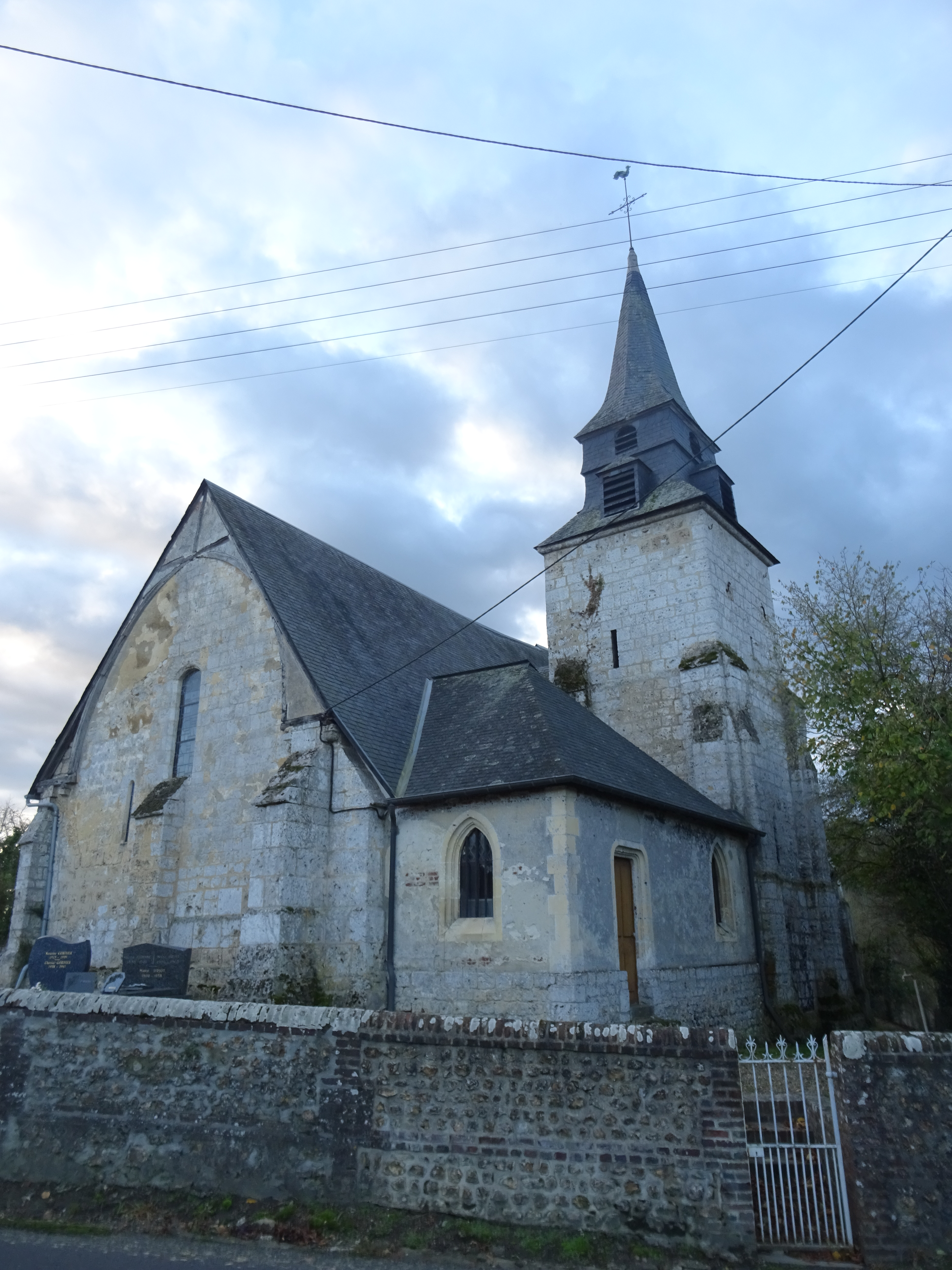
L'église Saint-Pierre d'Équainville.

Par ailleurs, de nombreux autres édifices sont inscrits à l'inventaire général du patrimoine culturel :
- L'église Saint-Pierre (XIIe, XIIIe, XIVe et XVIe)[34] ;
- Le presbytère (XIXe) au lieu-dit Équainville[35] ;
- La mairie (XIXe) au lieu-dit Équainville[36] ;
- L'école (XIXe) au lieu-dit Équainville[37] ;
- Trois manoirs : le premier du XVIIIe siècle au lieu-dit le Favril[38] ; le deuxième du XVIe siècle au lieu-dit la Rue[39] ; le troisième des XVIIe, XVIIIe, XIXe et XXe siècles au lieu-dit la Loge[40] ;
- Deux maisons : l'une du XIXe siècle au lieu-dit Équainville[41], l'autre du XVIIe siècle au lieu-dit le Haut-de-la-Côte de Fiquefleur[42] ;
- Une demeure du XVIIIe siècle[43] ;
- Deux fermes : l'une des XVIIe, XVIIIe et XIXe siècles au lieu-dit le Vert Buisson[44], l'autre du XVIIIe siècle au lieu-dit les Monts-Hativets[45].

### Patrimoine naturel

#### Terrain acquis par le conservatoire du littoral
- Rives de Seine sud - 27[46].

#### Natura 2000
- Estuaire de la Seine[47].
- Estuaire et marais de la Basse Seine[48].

#### ZNIEFF de type 1
- Les alluvions[49].

Cette ZNIEFF s'étend également sur les communes de Fatouville-Grestain et de Berville-sur-Mer pour le département de l'Eure et sur les communes de La Rivière-Saint-Sauveur, Ablon et Honfleur pour le département du Calvados.
La majeure partie de cette ZNIEFF est occupée par une saulaie-bétulaie sur sable et par des fourrés dunaires à Argousiers. Leur localisation sur les alluvions récentes de la Seine font de cette zone un site naturel quasiment unique en Normandie. Ce milieu est complété par des canaux, des mares, des prairies humides pâturées, des phragmitaies, des petits secteurs de dunes fixées et des mégaphorbiaies.
Du point de vue floristique, ce site abrite des espèces botaniques rares à très rares voire protégées au niveau régional ou même national : 
le Lotier à feuilles étroites (Lotus corniculatus ssp. tenuifolius), l'Ophioglosse langue-de-serpent (Ophioglossum vulgatum), la Pyrole des dunes (Pyrola rotundifolia var. arenaria), la Menthe pouliot (Mentha pulegium), le Polypogon de Montpellier (Polypogon monspeliensis), le Saule argenté (Salix repens arenaria), le Troscart des marais (Triglochin palustre), la Corrigiole des rives (Corrigiola littoralis), la Laîche arrondie (Carex diandra), l'Amarante blanche (Amaranthus albus), l'Amaranthe à feuilles marginées (Amaranthus blitoides), le Plantain des sables (Plantago arenaria), etc. 

Des orchidées occupent également cette zone : l'Epipactis des marais (Epipactis palustris), l'Orchis à fleurs lâches (Orchis laxiflora), le Souchet brun (Cyperus fuscus), la Lentille d'eau sans racine (Wolffia arrhiza), la Patience maritime (Rumex maritimus), la Patience des marais (Rumex palustris) et la Belladone (Atropa belladonna), etc.
Du point de vue faunistique, est à relever la présence d'orthoptères dont notamment la Courtillière (Gryllotalpa gryllotalpa) et le Tétrix des vasières (Tetrix ceperoi) et de papillons dont certaines espèces très rares, voire protégées au niveau national (le Sphinx de l'épilobe (Proserpinus proserpina), Euxoa cursoria, Parastichtis suspecta, Apamea oblonga, Chorthodes extrema, Arenostola phragmitidis, Chilodes maritimus, etc.).
Enfin, la diversité offerte par ces milieux est favorable à la nidification de nombreux oiseaux tels que la Bouscarle de Cetti (Cettia cetti), le Loriot (Oriolus oriolus), l'Hirondelle de rivage (Riparia riparia), le Grèbe castagneux (Tachybaptus ruficollis), le Râle d'eau (Rallus aquaticus), le Vanneau huppé (Vanellus vanellus), le petit Gravelot (Charadrius dubius), le Martin-pêcheur (Alcedo atthis), le Rossignol philomèle (Luscinia megarhynchos), le Phragmite des joncs (Acrocephalus schoenobaenus), etc.

#### Sites classés
- L'église, l'if géant et le cimetière de Fiquefleur  Site classé (1926)[50] ;
- L'église et le cimetière d'Équainville  Site classé (1926)[51].

#### Site inscrit
- La rive gauche de l'embouchure de la Seine  Site inscrit (1977)[52].

### Personnalités liées à la commune
- Florence Delay.